# Thrixspermum torajaense
Thrixspermum torajaense là một loài thực vật có hoa trong họ Lan. Loài này được P.O'Byrne miêu tả khoa học đầu tiên năm 1998.